# 잠수병
잠수병(潛水病, 영어: decompression sickness, DCS, diver's disease, bends, caisson disease)은 흔히 감압병 혹은 잠합병이라고도 불리며, 갑작스러운 압력 저하로 혈액 속에 녹아 있는 기체가 폐를 통해 나오지 못하고 혈관 내에서 기체 방울을 형성해 혈관을 막는 증상이다. 다이빙에 있어서 가장 큰 위험요소로 알려진 증상으로서 심해에서 수면으로 너무 빨리 올라올 때 발생하며 이로 인해 호흡기뿐 아니라 림프계, 근골격계 및 중추신경계 등에 나타나는 증상을 말한다. 대부분의 잠수병 증상은 다이빙 직후로부터 24시간 이내에 나타난다.

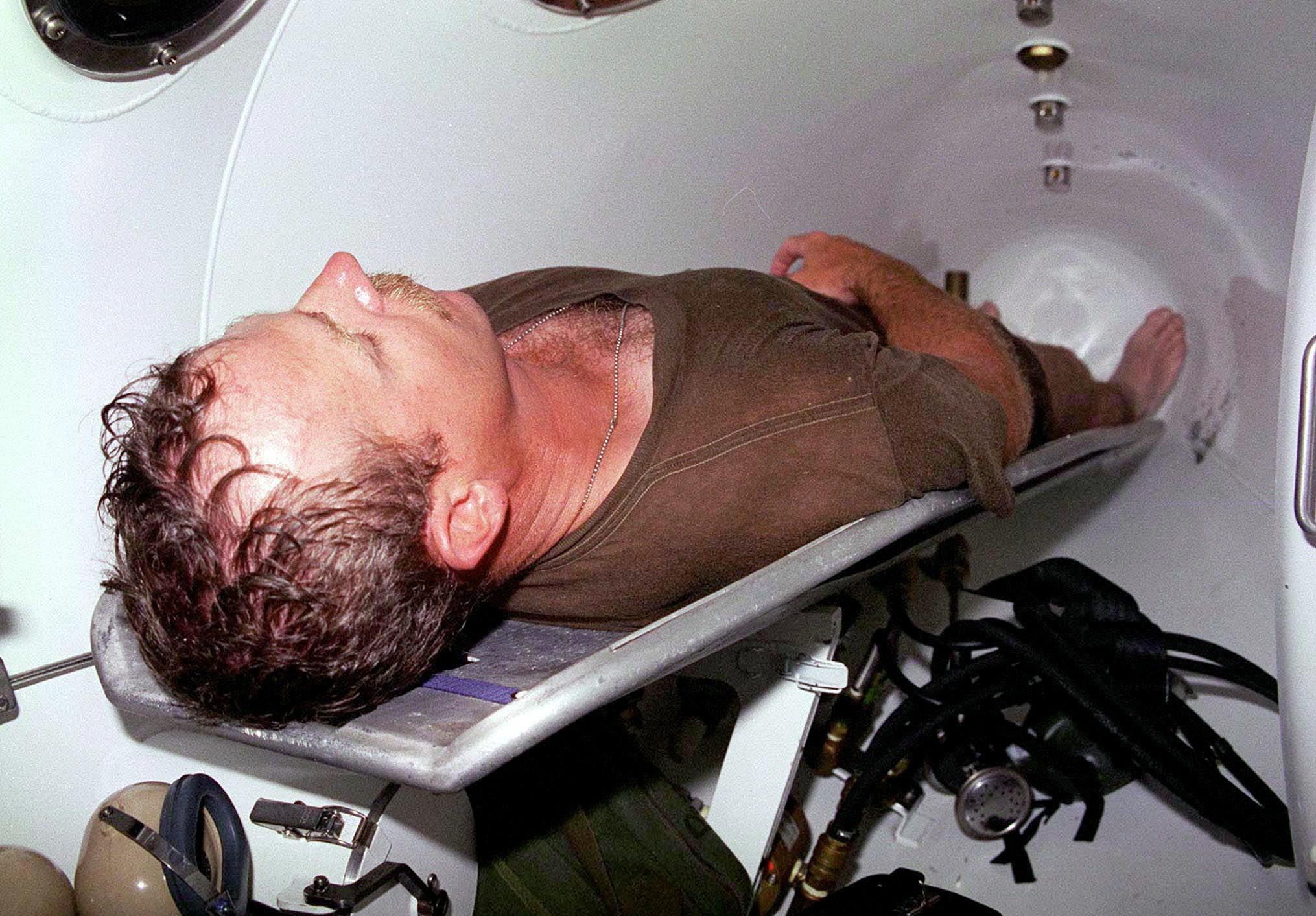
감압실에서 회복중인 미국 해군 잠수부

## 원인
잠수병의 이론적인 발생 원인은 영국의 화학자 윌리엄 헨리(William Henry, 1774년 12월 12일~1836년 9월 2일)가 1803년 발견한 기체의 용해도에 관한 헨리의 법칙으로 설명할 수 있다. 헨리의 법칙에 따르면, 일정한 온도에서, 일정량의 용매에 용해될 수 있는 기체의 양은 그 기체의 부분압과 정비례하게 되는데, 수압이 높은 심해에서는 체내에서의 기체의 부분압이 높아지게 된다. 이에 따라 과량의 질소 등 반응성이 낮은 기체가 심해의 높은 압력에서 호흡을 통해 체내의 조직으로 녹아 들어가게 되고, 잠수부가 빠른 속도로 수면으로 상승을 하게 되면, 압력이 낮아짐에 따라 질소의 배출이 원활하게 일어나지 못하여 혈액 내에 기포를 형성하게 된다. 혈액 내에서 이런 질소 기포들이 형성되면 미세한 모세혈관들을 막게 되고, 이는 혈류를 방해하게 되어 결과적으로 인체에 유해한 증상들이 나타나는 것이다.

## 증상
만성 두통, 관절통, 난청 등을 호소하는 경우가 많고, 극심한 피로감 및 무기력감, 피부 질환 등이 자주 다이빙을 하게 되는 다이버들에게 흔히 나타나는 증상이다. 특히 목이나 어깨 등의 관절 근처에서 나타나는 증상은 관절통과 같은 통증의 형태로 나타나며, 만약 중추신경계 이상시 후유증으로 언어장애 및 운동장애를 유발하는 등 치명적인 손상으로 발전하기도 한다.
국내 감압병 치료 전문 병원 중에 하나인 서귀포의료원에서는 감압병 (=감압증후군)과 영상소견(정맥기체색전증), 증상명 (벤즈, 초크, 스태거, 히트)을 진단명으로 사용하지 않으며, 다음과 같이 감압질환을 분류한다.
잠수스트레스증후군 : 잠수의사의 진찰후에도 다른 질환으로 분류되지 않는 불편감
부비동 압력손상 : 두통, 복시, 안구주변의 멍(racoon eye sign), 시야결손, 현훈
중격동 압력손상 : 흉통, 쉰목소리(hoarse voice)
이압성 관절염 : 고관절, 견관절의 통증, 극심하고 불에 타는 듯한 무딘 통증으로 견딜 수 없는 통증이며 관절의 움직임과  상관이 없다는 점에서 잠수스트레스 증후군과 구별된다.
이압성 척수염 : 발목 이하 피부의 따끔거림, 양말을 신은 듯한 감각이상(light tough 소실), 배뇨 장애, 몸통에서 편측/양측 허리벨트 이하 통증과 아래 부위의 마비, 온도감각 이상
관상동맥 기체 색전증 : 흉통, 호흡곤란
대뇌동맥 기체 색전증 : 의식 상실, 편마비, 현훈
이압성 현훈 : 어지러움, 안구진탕, 구토, 두통

## 대처 방안
- 무엇보다도 예방이 제일이다. 천천히 상승이 가장 중요하다. 수압이 높은 깊은 수심에서 오랜 잠수 후에 급하게 수면으로 상승하는 것은 잠수병의 발생확률을 매우 높게 한다. 따라서 다이버는 안전 수심 이내에서 무감압 한계 시간 내에 다이빙을 마치고 안전한 속도를 지키면서 상승하여야 한다.

- 다이버가 사용하는 공기통에 (산소+질소)의 혼합기체 대신 (산소+헬륨)의 혼합기체를 사용함으로써 잠수병을 방지할 수 있다. 이는 헬륨의 용해도가 질소의 용해도보다 훨씬 작기 때문에 심해의 높은 압력에서 헬륨이 혈액 속으로 녹아 들어가는 정도가 작은 이유이다.
- 국내 감압병 치료 전문 병원 중에 하나인 서귀포의료원에서는 고압산소치료 후속 진료를 위해 다음 양식에 따른 다이빙 프로필 문진표를 사용한다.

## 치료
고압산소탱크나 고압산소방에 들어가서 치료한다. 그외 두통, 골관절통증은 진통제를 투여한다.
고압산소 탱크나 고압산소방을 운영하는 한국의 병원은 검색하면 알 수 있다. 주로 남해 바닷가를 인접한 곳에 고압산소 요법을 하는 병, 의원이 많다.

## 같이 보기
- 감압실(en:Diving chamber, decompression/hyperbaric chamber)
- 직업잠수(en:Professional diving, commercial/industrial diving)
- 다이빙벨
- 감압 (잠수)
- 고압산소치료
- 잠수의학